# Tony Ford
Pour les articles homonymes, voir Ford (homonymie).
Anthony Ford, couramment appelé Tony Ford, est un footballeur anglais, né le 14 mai 1959 à Grimsby, Angleterre. Évoluant au poste de milieu avant de se reconvertir comme arrière droit sur la fin de sa carrière, il est principalement connu pour ses saisons à Grimsby Town, Stoke City, West Bromwich Albion, Scunthorpe United, Mansfield Town et Rochdale ainsi que pour avoir été sélectionné en Angleterre B.
Il est aussi très célèbre pour détenir, au cours de ses 26 saisons de professionnalisme, le record du nombre de matches joués en Football League pour un joueur de champ, avec 931 matches à son actif. Seul le gardien Peter Shilton avec 1 005 matches le dépasse. Il est aussi l'un des deux seuls joueurs de champ, avec Graham Alexander, à avoir joué plus de 1 000 matches officiels dans le football anglais de haut niveau (en l'occurrence 1 080 matches de championnat, FA Cup, League Cup, Coupe anglo-écossaise, Football League Group Cup (en), Football League Trophy et Full Members Cup).

## Biographie

### Carrière de joueur
Natif de Grimsby, Tony Ford commence sa carrière dans le club local, Grimsby Town, où il joue son premier match officiel à 16 ans en octobre 1975. Il reste 11 saisons à Blundell Park (en), où il se construit une bonne réputation comme l'un des plus talentueux joueurs des divisions inférieures de la Football League. En 1986, il quitte Grimsby Town, après y avoir joué 355 matches de championnat, pour un prêt de courte durée à Sunderland puis pour un transfert définitif à Stoke City.
Il y passe deux saisons et demie avant de rejoindre West Bromwich Albion au cours de la saison 1988-89. Il reste trois ans à WBA avant de retourner dans son club formateur, Grimsby Town. Ses trois saisons supplémentaires lui font atteindre le total de 423 matches de championnat pour les Mariners, ce qui le plaçait alors à la 2e place pour le nombre de matches pour le club, derrière Keith Jobling (en) (mais depuis dépassé par John McDermott (en) et Paul Groves (en)).
En 1994, il rejoint Scunthorpe United, les grands rivaux (en) de Grimsby Town. À la fin de la saison 1995-96, où il est libéré de son contrat par The Iron, il songe un moment à mettre un terme à sa carrière professionnelle. Il s'engage même pour le club non league de Barrow, avant d'être contacté pour un poste d'adjoint par son ancien coéquipier, Steve Parkin (en), qui vient d'être nommé entraîneur de Mansfield Town. Il saisit cette occasion pour s'engager finalement pour les Stags mais sur un poste de joueur-entraîneur adjoint. 
Il reste finalement trois saisons à Mansfield Town et, au début de l'année 1999, il joue son 825e match de Football League, ce qui lui permet de battre le record de Terry Paine. Il joue encore trois saisons supplémentaires à Rochdale, ce qui lui permet d'établir finalement le record à 931 matches.

### Carrière internationale
En 1989, il reçoit deux sélections en équipe d'Angleterre B.

### Carrière d'entraîneur
Sa carrière d'entraîneur commence en 1996 quand il est nommé à un poste d'adjoint de Steve Parkin (en) à Mansfield Town. Quand, en 1999, Steve Parkin quitte Mansfield Town pour Rochdale, Ford le suit tout en continuant à jouer. Il marque son dernier but le 9 octobre 2001, pour une victoire 1-0 contre Swansea City et il joue son dernier match le mois suivant contre Torquay United.
Quand Steve Parkin et lui-même quittent Rochdale pour Barnsley, Ford sent que son corps, à 42 ans, ne peut plus assurer pour un niveau de Division 1 et se consacre uniquement à son rôle d'adjoint. Steve Parkin et lui-même sont renvoyés onze mois plus tard en août 2003. Il retourne alors à Rochdale dans un rôle d'adjoint mais cette fois-ci d'Alan Buckley (en).
Il garde son poste quand Parkin prend la place de Buckley le 31 décembre 2003. Le duo reste en place pendant trois années avant de se faire renvoyer. Il travaille alors ensuite comme recruteur pour son club formateur, Grimsby Town mais quitte son poste en mai 2011.

## Palmarès
- Grimsby Town :
  - Football League Group Cup (en) : 1982
  - Joueur de l'année par les supporteurs : 1984, 1985
  - Jeune joueur de l'année par les supporteurs : 1976